# Attentat manqué de Notre-Dame de Paris
L'attentat manqué de Notre-Dame de Paris ou opération Abou Mohammed al-Adnani (du nom du porte-parole de Daech décédé quelques jours auparavant,) est une attaque terroriste non aboutie ayant eu lieu en septembre 2016 aux abords de la cathédrale Notre-Dame de Paris, au moyen d'une voiture piégée par un commando de femmes djihadistes,,,. 
Le procès des cinq femmes impliquées s'est ouvert à Paris le 23 septembre 2019, le verdict a été rendu le 14 octobre et il a été aggravé en appel le 7 juin 2021 : 30 ans de réclusion pour Inès Madani, 25 ans pour Ornella Gilligmann, 20 ans pour Sarah Hervouët et Amel Sakaou, et la perpétuité pour Rachid Kassim considéré comme le commanditaire de cet attentat raté, présumé mort en 2017 en Irak, mais condamné en l'absence de preuves de son décès.

## Déroulement des faits

### Préparations
Entre le 2 et le 28 août 2016, Ornella Gilligmann, 29 ans, mère de trois enfants (deux filles et un garçon âgés de 3 à 7 ans), originaire du Loiret, convertie à l'islam en 2009 et fichée S pour radicalisme islamiste (après s'être brusquement absentée du domicile conjugal avec ses enfants en septembre 2014 pour accompagner à Istanbul une femme qui s'est rendue dans la foulée en Syrie) échange 4 037 messages avec son amant virtuel rencontré sur Periscope, un certain Abou Omar qui n'est autre qu'Inès Madani une jeune femme de 19 ans née le 15 mars 1997 à Tremblay-en-France, fichée S comme radicalisée et qui la séduit. Celle-ci est déscolarisée après avoir abandonné sa classe de 1re en section gestion administrative. Fin août 2016, Abou Omar ordonne à Ornella Gilligmann d'aller en région parisienne pour rencontrer une « sœur », Oum Seyfullah alias Inès Madani. Celle-ci est déjà fichée par l'organe belge de coordination de l'analyse de la menace (OCAM) pour avoir facilité les aspirations au djihad de la filière de Jumet, dont elle a rencontré les deux dirigeants (Albin Mbesse et Bilal Medjoubi) dans et aux alentours de la gare du Nord de Paris le 5 janvier 2016,,,,. 
Le 27 août, Ornella Gilligmann loue un 4 x 4 Nissan Qashqai qui servira à déposer les deux bonbonnes de gaz qu'elle a achetées seule le 2 septembre et les quatre qu'elle a achetées avec Inès Madani le lendemain. Le 31 août, Inès Madani subtilise les clefs de la Peugeot 607 grise de son père, Patrick Abdelkader Madani (dit  « Kader », autrefois signalé pour prosélytisme islamiste). Bien qu'elle n'ait pas le permis de conduire, elle sait manœuvrer la voiture car c'est une boîte automatique. Le 3 septembre, les deux femmes chargent les bonbonnes de gaz dans la Peugeot dans le garage de leur complice Amel Sakaou, mère de famille  de quatre enfants divorcée, radicalisée et âgée de 39 ans. Début 2015, elle avait perdu son emploi de responsable de la sécurité incendie d'un centre commercial car elle ne s'y rendait plus, faute de pouvoir y porter le djilbab. 
La nuit du 3 au 4 septembre 2016, Inès Madani et Ornella Gilligmann, voilées et vêtues en long djilbab noir, roulent à bord de la Peugeot dans Paris et font d'abord une halte près de la tour Eiffel. Mais, face à l'impossibilité de s'approcher de l'édifice en voiture, elles continuent de rouler jusqu'à trouver le lieu pour commettre leur méfait.

### Attentat avorté
Le dimanche 4 septembre 2016, à 3 h 33 du matin, Ornella Gilligmann et Inès Madani abandonnent la Peugeot contenant six bonbonnes de gaz et trois bouteilles de gazole, à l'angle des rues de la Bûcherie et du Petit-Pont, dans le 5e arrondissement de Paris, à 200 mètres de Notre-Dame de Paris et essayent de la faire exploser en déclenchant un départ de feu à l'aide d'une cigarette et d'un textile imbibé d'hydrocarbure,,,. Cette tentative d'attentat à la voiture piégée échoue car la cigarette s'éteint après le départ des terroristes. Les deux djihadistes seraient revenues pour essayer de faire exploser le véhicule mais « elles ont finalement quitté les lieux avant d'avoir pu recommencer parce qu'elles ont cru apercevoir des policiers en civil s'approcher de leur voiture. », des agents de surveillance de Paris ayant effectivement patrouillé aux alentours du site.
Stéphane Alves, employé du Café Le Petit Pont, signale à 3 h 30 à la police la présence d'une bouteille de gaz sur un siège du véhicule, warnings allumés et sans plaque d'immatriculation. Les policiers qui arrivent à 6 heures pensent tout de suite à une attaque terroriste et se lancent à la poursuite des djihadistes,.

### Dernier projet d'attentat
Ornella Gilligmann et Inès Madani étaient résolues de commettre un attentat-suicide à la gare de Lyon, mais leur plan change et elles se rabattent sur une gare de l'Essonne, à cause de la traque policière qui avait engagé une « véritable course contre la montre. » Un message d'alerte a été diffusé aux policiers sur les risques d'un attentat dans les gares parisiennes et d'Essonne.
D'après BFM TV, le RER D aurait été bouclé jeudi 8 septembre 2016 à cause d'une menace imminente d'attentat.

## Enquête

### Arrestations
L'enquête s’oriente tout de suite vers la fille du propriétaire de la Peugeot 607, Inès Madani, 19 ans, fichée S pour avoir voulu se rendre en Syrie.
Ornella Gilligmann, dont l’empreinte a été retrouvée sur la ceinture de sécurité de la Peugeot 607, et son compagnon sont arrêtés le 6 septembre par le GIGN sur une aire d'autoroute de l'A7, au sud d'Orange, alors qu'ils cherchaient à se réfugier à Marseille en compagnie de leurs trois enfants,,. Ils avaient pris la fuite car des voisins les avaient alertés de l'arrivée de policiers de la BRI devant leur domicile. Son compagnon, vigile de profession, est relâché.
Ines Madani, elle, a été mise en relation par Rachid Kassim avec Amel Sakaou, une mère de famille radicalisée qui habite Boussy-Saint-Antoine dans l'Essonne, et se réfugie dans son appartement. Toujours par le truchement de Kassim, elles sont rejointes le 7 septembre 2016 par Sarah Hervouët, 23 ans habitant Cogolin, qui quitte le Var pour prendre le train à Saint-Raphaël pour se rendre en région parisienne. Sarah Hervouët, femme de ménage dans un hôpital psychiatrique, est issue d'une famille maternelle de culture catholique et s'est récemment convertie à l'islam, en portant le voile intégral. Elle est « suivie » par la DGSI pour avoir voulu se rendre en Syrie et avoir été interpellée à Istanbul le 23 mars 2015.
Grâce à des interceptions téléphoniques (dont celle de la fille aînée d'Amel Sakaou, âgée de 16 ans, prévenant sa mère de la présence de policiers dans les environs de son domicile) et des géolocalisations, les enquêteurs trouvent au cours d'une opération anti-terroriste Inès Madani, Sarah Hervouët et Amel Sakaou dans la soirée du 8 septembre 2016 à Boussy-Saint-Antoine, dans le parking en bas de l'appartement d'Amel Sakaou (à la résidence de la Grange-aux-Belles). Les trois djihadistes, prévenues par la fille d'Amel Sakaou, tentaient de s'enfuir et couraient en bas de l'immeuble. Immédiatement, Sarah Hervouët blesse un agent à l'aide d'un couteau de cuisine et est blessée par balle en retour. Inès Madani tente aussi de poignarder un policier, mais elle est neutralisée par un tir à la jambe. Les policiers pénètrent ensuite dans l'appartement où ils découvrent des préparations de cocktail Molotov et une lettre d'allégeance à Abou Bakr al-Baghdadi rédigée par Inès Madani.  
Toutes les quatre étaient fichées S avant les faits. Leur audition révèle des projets d'attentats dirigés depuis la Syrie (peut-être par Rachid Kassim), visant entre autres à venger la mort du chef djihadiste syrien Abou Mohammed al-Adnani, quelques jours plus tôt. Sarah Hervouët est de plus l'ancienne « promise » des terroristes français Larossi Aballa, l'assassin de Magnanville, et Adel Kermiche,, l'un des assassins du père Jacques Hamel. 
Le commando des trois femmes aurait envisagé de s'attaquer à la gare de Lyon à Paris et à celle de Boussy Saint-Antoine avec un projet « d'attentat-suicide » ainsi qu'à des policiers. 
Mohamed Lamine Aberouz (23 ans), fiancé de Sarah Hervouët, et par ailleurs référent religieux de Larossi Aballa, est arrêté le 8 septembre 2016, pour non-dénonciation de crime terroriste, et incarcéré à la maison d'arrêt de Nanterre de septembre 2016 à janvier 2017, soupçonné aussi d'être un complice de sa « fiancée virtuelle » Sarah Hervouët dans les tentatives d'attentat de septembre 2016, mais sans preuve établie. Sa détention provisoire étant venue à expiration au bout de quatre mois, il est remis en liberté en janvier 2017 au terme d'une procédure rocambolesque. Il est de nouveau mis en examen et placé en détention provisoire le 11 décembre 2017, cette fois pour l'affaire des policiers de Magnanville. 
Le 7 mars 2017, Molly Bury, une Belge convertie à l'islam et radicalisée de 24 ans originaire de Mons, est arrêtée pour complicité,.

### Réseau
Inès Madani était en contact avec Rachid Kassim via l'application Telegram. 
Le 5 janvier 2016, Inès Madani a été vue en compagnie d'Albin Mbesse et Bilal Medjoubi, les deux dirigeants de la filière djihadiste dite « de Jumet », avec qui elle était en relation avec l'application Telegram sous le pseudonyme d'Abou Souleyman.
Mohamed Aberouz est le petit frère de Charaf-Din Aberouz, arrêté le 25 janvier 2011 à l'aéroport de Lahore au Pakistan et condamné le 30 septembre 2013 à cinq ans de prison pour « association de malfaiteurs terroriste criminelle » en raison de son rôle dans l'organisation d'une filière d'envoi de djihadistes vers les zones tribales afghano-pakistanaises du Waziristan tenues par Al-Qaïda,. Un temps suspecté de complicité dans le double assassinat du 13 juin 2016 à Magnanville du fait de ses liens passés avec Larossi Abballa, il bénéficie finalement d'un non-lieu dans cette affaire. 
Sarah Hervouët, également en contact avec Rachid Kassim, est la « promise » de Larossi Abballa, auteur du double assassinat du 13 juin 2016 à Magnanville, puis d'Adel Kermiche, un des auteurs de l'attentat de l'église de Saint-Étienne-du-Rouvray. Elle est en plus placée en garde à vue le 4 avril 2017 dans l’affaire de l’assassinat en juin 2016 du couple de policiers à Magnanville.
Inès Madani, Ornella Gilligmann et Amel Sakaou étaient en contact avec Hayat Boumeddiene, la veuve d'Amedy Coulibaly, l'auteur de la prise d'otages du magasin Hyper Cacher de la porte de Vincennes.

#### Affaires connexes
En novembre 2017, Amel Sakaou est condamnée à trois mois de prison ferme par un juge d'Orléans pour détention d'un téléphone portable. Sa plus jeune sœur, Lilia, qui lui avait fourni l'appareil est condamnée à trois mois de prison avec sursis. Le 8 mars 2018, elle s'en est prise à ses gardiens au centre pénitentiaire d'Orléans-Saran, alors qu'elle était convoquée par un juge d'instruction parisien. Pour menaces de mort envers trois agents de l'administration pénitentiaire elle est  condamnée le 4 avril à huit mois de prison ferme par le tribunal correctionnel d'Orléans.
Du 10 au 12 avril 2019, Inès Madani est jugée devant la 16e chambre du tribunal correctionnel de Paris pour son implication dans le forum djihadiste Ansar Dawla, qu'elle coanimait avec le Castelroussin Cüneyt Kolankaya (dit Oussama, en référence à Ben Laden), en se faisant passer pour un homme sous divers pseudonymes,.

### Mode opératoire
Dans un rapport de l'office de police Europol, le groupe État islamique pourrait recourir aux attentats à la voiture piégée pour atteindre ses cibles sur le continent européen. Selon le Laboratoire central de la préfecture de police (LCCP) l'explosion d'une seule bouteille de gaz provoque « la ruine totale du véhicule et de sa carrosserie. Des débris, comme des morceaux de l'enveloppe de la bouteille, pourront être projetés à plus de 100 mètres. Sans compter les effets thermiques de la boule de feu potentiellement ressentis au-delà des 50 mètres. ». Selon Jean-Michel Bourlès, avocat général lors du procès en première instance, l'attentat aurait pu faire jusqu'à « 60 [...] victimes » s'il avait réussi.

## Autres suspects
Samia Chalel, 23 ans, est la cinquième suspecte. Elle était en contact sur les réseaux sociaux avec un djihadiste de retour de Syrie, Abou Junayd, qui était en fait Inès Madani. La SDAT évoque une jeune fille « influençable » et « attirée par les vidéos macabres de décapitations ». Elle a été à de nombreuses reprises en contact avec Inès Madani, entre les 4 et 8 septembre pour l'aider à trouver une planque. Elle est arrêtée le 13 décembre 2016 à Mantes-la-Jolie et le parquet de Paris a requis sa mise en examen et son placement en détention provisoire.

## Procès
Le 10 septembre 2018, les six accusés (Ornella Gilligmann, les trois femmes arrêtées le 8 septembre 2016 à Boussy-Saint-Antoine, leur complice Samia Chalel et leur inspirateur Rachid Kassim, considéré comme mort en Irak en 2017) sont renvoyés aux assises où ils seront jugés par des magistrats professionnels. Dans leur arrêt, les magistrats notent que « seul un mauvais choix du carburant, difficilement inflammable, ce que manifestement elles ignoraient toutes les deux, a fait échec à leur tentative » qui « augurait d'un carnage. » Avant d'être interpellées en bas du domicile d'Amel Sakaou, les quatre complices poursuivaient « le but de commettre une nouvelle action qui ne semble pas avoir été très précisément définie » notent également les juges.
Lors du procès, Ornella Gilligmann revendique le caractère volontaire du mauvais choix du carburant (du gazole au lieu de l'essence, beaucoup plus inflammable). Elle affirme avoir fait cela pour que l'attentat échoue sans qu'Inès Madani ne sache pourquoi, une version qu'elle avait déjà défendu en garde à vue. Son petit frère, ex-militaire de l'armée de l'air, la soutient en qualité de témoin et déclare qu'« elle savait [...] précisément la différence entre gazole et essence » pour avoir travaillé « dans le garage » de son beau-père,.  
Le 14 octobre 2019, Inès Madani est condamnée à une peine de prison de 30 ans, Ornella Gilligmann à 25 ans, Sarah Hervouët et Amel Sakaou (qui a systématiquement refusé d'assister au procès) à 20 ans. Absent du procès et possiblement mort, Rachid Kassim est condamné à la réclusion à perpétuité. Une peine de 5 ans de prison dont un avec sursis est infligée à Samia Chalel, l’intermédiaire entre Rachid Kassim et Inès Madani. Mohamed Lamine Aberouz, qui s’apprêtait, en 2016, à épouser religieusement Sarah Hervouët (par ailleurs suspecté d’être le complice de Larossi Abballa dans le double assassinat du 13 juin 2016 à Magnanville), et Selima Aboudi, qui échangeait également avec Inès Madani avant le projet d’attentat, ont, eux, été respectivement condamnés à 3 ans de prison ferme et 3 ans de réclusion avec sursis pour « non-dénonciation de crime terroriste ».
Le 22 octobre, Inès Madani interjette appel, suivie peu de temps après par Mohamed Lamine Aberouz. 
Ils sont tous deux jugés en appel par la cour d'assises spéciale de Paris du 25 mai au 7 juin 2021. Inès Madani reconnaît avoir participé à la tentative d'attentat. Ornella Gilligmann, interrogée par visioconférence, renvoie à Inès Madani la responsabilité du projet d'attentat, ce qu'elle réfute. Pour Madani, l'avocat général Guillaume Portenseigne requiert la confirmation de la peine prononcée en première instance mais demande de l'assortir d'une période de sûreté des deux tiers en pointant l'absence de « signes exceptionnels de déradicalisation ». Il demande également l'aggravation de la peine d'Aberouz : 5 ans de prison soit la peine maximale.
Le 7 juin 2021, Inès Madani est condamnée par la cour d'assises spéciale d'appel à trente ans de réclusion criminelle avec une période de sûreté des deux tiers conformément aux réquisitions du parquet. Mohamed Lamine Aberouz est quant à lui condamné à cinq ans d'emprisonnement pour « non-dénonciation de crime terroriste ».